# Copa Federación de Santa Fe 2018
La Copa Federación 2018 fue la duodécima edición de esa competición oficial, organizada por la Federación Santafesina de Fútbol, en la que participan equipos representantes de las 19 ligas afiliadas a dicha federación.
Consagró campeón al Club Atlético San Jorge, club afiliado a la Liga Departamental de Fútbol San Martín, que logró de esta manera su tercer título. Se definió también la clasificación a la Copa Santa Fe 2018.

## Sistema de disputa
Los 16 equipos participantes disputaron una serie de eliminatorias a ida y vuelta, hasta consagrar al campeón. El torneo estuvo compuesto por cuatro etapas: octavos de final, cuartos de final, semifinales y final. Si una serie finalizó empatada en el global, se definió por penales.

## Equipos participantes
| Liga                                             | Equipo                     | Ciudad            | Departamento     |
| ------------------------------------------------ | -------------------------- | ----------------- | ---------------- |
| Asociación Rosarina de Fútbol 1 equipo           | Unión                      | Álvarez           | Rosario          |
| Liga Cañadense de Fútbol 1 equipo                | Williams Kemmis            | Las Rosas         | Belgrano         |
| Liga Casildense de Fútbol Sin equipos            |                            |                   |                  |
| Liga de Fútbol Regional del Sud Sin equipos      |                            |                   |                  |
| Liga Departamental de Fútbol San Martín 1 equipo | Atlético San Jorge         | San Jorge         | San Martín       |
| Liga Deportiva del Sur 1 equipo                  | Argentino                  | Firmat            | General López    |
| Liga Esperancina de Fútbol 1 equipo              | Defensores del Oeste       | Esperanza         | Las Colonias     |
| Liga Galvense de Fútbol 1 equipo                 | Polideportivo José Arijón  | Desvío Arijón     | San Jerónimo     |
| Liga Interprovincial de Fútbol 1 equipo          | Club Arteaga               | Arteaga           | Caseros          |
| Liga Ocampense de Fútbol 1 equipo                | Ocampo Fábrica             | Villa Ocampo      | General Obligado |
| Liga Rafaelina de Fútbol 1 equipo                | Deportivo Tacural          | Tacural           | Castellanos      |
| Liga Reconquistense de Fútbol 1 equipo           | Juventud                   | Malabrigo         | General Obligado |
| Liga Regional Ceresina de Fútbol 1 equipo        | Unión                      | San Guillermo     | San Cristóbal    |
| Liga Regional Paivense de Fútbol 1 equipo        | Atlético Arroyo Leyes      | Arroyo Leyes      | La Capital       |
| Liga Regional Sanlorencina de Fútbol 1 equipo    | Defensores de Villa Felisa | San Lorenzo       | San Lorenzo      |
| Liga Regional Totorense de Fútbol 1 equipo       | Unión                      | Totoras           | Iriondo          |
| Liga Santafesina de Fútbol 1 equipo              | Sportivo Guadalupe         | Santa Fe          | La Capital       |
| Liga Venadense de Fútbol Sin equipos             |                            |                   |                  |
| Liga Verense de Fútbol 1 equipo                  | Belgrano                   | Gobernador Crespo | San Justo        |

## Fase eliminatoria

### Cuadro de desarrollo
|  | Octavos de final            | Octavos de final            | Octavos de final            | Octavos de final            |   |                    | Cuartos de final    | Cuartos de final    | Cuartos de final    | Cuartos de final    |  |                      | Semifinales                 | Semifinales                 | Semifinales                 | Semifinales                 |  |                    | Final            | Final            | Final            | Final            |  |
|  | 28 de enero al 7 de febrero | 28 de enero al 7 de febrero | 28 de enero al 7 de febrero | 28 de enero al 7 de febrero |   |                    | 10 al 18 de febrero | 10 al 18 de febrero | 10 al 18 de febrero | 10 al 18 de febrero |  |                      | 25 de febrero al 4 de marzo | 25 de febrero al 4 de marzo | 25 de febrero al 4 de marzo | 25 de febrero al 4 de marzo |  |                    | 10 y 17 de marzo | 10 y 17 de marzo | 10 y 17 de marzo | 10 y 17 de marzo |  |
|  |                             |                             |                             |                             |   |                    |                     |                     |                     |                     |  |                      |                             |                             |                             |                             |  |                    |                  |                  |                  |                  |  |
|  |                             |                             |                             |                             |   |                    |                     |                     |                     |                     |  |                      |                             |                             |                             |                             |  |                    |                  |                  |                  |                  |  |
|  | Juventud (Malabrigo)        | 2                           | 2                           | 4 (3)                       |   |                    |                     |                     |                     |                     |  |                      |                             |                             |                             |                             |  |                    |                  |                  |                  |                  |  |
|  | Juventud (Malabrigo)        | 2                           | 2                           | 4 (3)                       |   |                    |                     |                     |                     |                     |  |                      |                             |                             |                             |                             |  |                    |                  |                  |                  |                  |  |
|  | Ocampo Fábrica (p.)         | 1                           | 3                           | 4 (4)                       |   |                    |                     |                     |                     |                     |  |                      |                             |                             |                             |                             |  |                    |                  |                  |                  |                  |  |
|  | Ocampo Fábrica (p.)         | 1                           | 3                           | 4 (4)                       |   | Ocampo Fábrica     | 2                   | 0                   | 2                   |                     |  |                      |                             |                             |                             |                             |  |                    |                  |                  |                  |                  |  |
|  |                             |                             |                             |                             |   | Ocampo Fábrica     | 2                   | 0                   | 2                   |                     |  |                      |                             |                             |                             |                             |  |                    |                  |                  |                  |                  |  |
|  |                             |                             | Unión (SG)                  | 0                           | 0 | 0                  |                     |                     |                     |                     |  |                      |                             |                             |                             |                             |  |                    |                  |                  |                  |                  |  |
|  | Unión (SG) (p.)             | 0                           | Unión (SG)                  | 0                           | 0 | 0                  | 4                   | 4 (4)               |                     |                     |  |                      |                             |                             |                             |                             |  |                    |                  |                  |                  |                  |  |
|  | Unión (SG) (p.)             | 0                           |                             |                             |   |                    |                     |                     |                     |                     |  |                      |                             |                             |                             |                             |  |                    |                  |                  |                  |                  |  |
|  | Belgrano (GC)               | 2                           | 2                           | 4 (3)                       |   |                    |                     |                     |                     |                     |  |                      |                             |                             |                             |                             |  |                    |                  |                  |                  |                  |  |
|  | Belgrano (GC)               | 2                           | 2                           | 4 (3)                       |   |                    |                     |                     |                     |                     |  | Defensores del Oeste | 2                           | 3                           | 5                           |                             |  |                    |                  |                  |                  |                  |  |
|  |                             |                             |                             |                             |   |                    |                     |                     |                     |                     |  | Defensores del Oeste | 2                           | 3                           | 5                           |                             |  |                    |                  |                  |                  |                  |  |
|  |                             |                             | Ocampo Fábrica              | 2                           | 0 | 2                  |                     |                     |                     |                     |  |                      |                             |                             |                             |                             |  |                    |                  |                  |                  |                  |  |
|  | Atlético Arroyo Leyes       | 2                           | Ocampo Fábrica              | 2                           | 0 | 2                  | 0                   | 2                   |                     |                     |  |                      |                             |                             |                             |                             |  |                    |                  |                  |                  |                  |  |
|  | Atlético Arroyo Leyes       | 2                           |                             |                             |   |                    |                     |                     |                     |                     |  |                      |                             |                             |                             |                             |  |                    |                  |                  |                  |                  |  |
|  | Sportivo Guadalupe          | 2                           | 4                           | 6                           |   |                    |                     |                     |                     |                     |  |                      |                             |                             |                             |                             |  |                    |                  |                  |                  |                  |  |
|  | Sportivo Guadalupe          | 2                           | 4                           | 6                           |   | Sportivo Guadalupe | 1                   | 1                   | 2                   |                     |  |                      |                             |                             |                             |                             |  |                    |                  |                  |                  |                  |  |
|  |                             |                             |                             |                             |   | Sportivo Guadalupe | 1                   | 1                   | 2                   |                     |  |                      |                             |                             |                             |                             |  |                    |                  |                  |                  |                  |  |
|  |                             |                             | Defensores del Oeste        | 1                           | 3 | 4                  |                     |                     |                     |                     |  |                      |                             |                             |                             |                             |  |                    |                  |                  |                  |                  |  |
|  | Poli. José Arijón           | 3                           | Defensores del Oeste        | 1                           | 3 | 4                  | 0                   | 3                   |                     |                     |  |                      |                             |                             |                             |                             |  |                    |                  |                  |                  |                  |  |
|  | Poli. José Arijón           | 3                           |                             |                             |   |                    |                     |                     |                     |                     |  |                      |                             |                             |                             |                             |  |                    |                  |                  |                  |                  |  |
|  | Defensores del Oeste        | 5                           | 4                           | 9                           |   |                    |                     |                     |                     |                     |  |                      |                             |                             |                             |                             |  |                    |                  |                  |                  |                  |  |
|  | Defensores del Oeste        | 5                           | 4                           | 9                           |   |                    |                     |                     |                     |                     |  |                      |                             |                             |                             |                             |  | Atlético San Jorge | 2                | 6                | 8                |                  |  |
|  |                             |                             |                             |                             |   |                    |                     |                     |                     |                     |  |                      |                             |                             |                             |                             |  | Atlético San Jorge | 2                | 6                | 8                |                  |  |
|  |                             |                             | Defensores del Oeste        | 1                           | 0 | 1                  |                     |                     |                     |                     |  |                      |                             |                             |                             |                             |  |                    |                  |                  |                  |                  |  |
|  | Deportivo Tacural           | 1                           | Defensores del Oeste        | 1                           | 0 | 1                  | 2                   | 3                   |                     |                     |  |                      |                             |                             |                             |                             |  |                    |                  |                  |                  |                  |  |
|  | Deportivo Tacural           | 1                           |                             |                             |   |                    |                     |                     |                     |                     |  |                      |                             |                             |                             |                             |  |                    |                  |                  |                  |                  |  |
|  | Atlético San Jorge          | 4                           | 4                           | 8                           |   |                    |                     |                     |                     |                     |  |                      |                             |                             |                             |                             |  |                    |                  |                  |                  |                  |  |
|  | Atlético San Jorge          | 4                           | 4                           | 8                           |   | Unión (Totoras)    | 1                   | 1                   | 2 (3)               |                     |  |                      |                             |                             |                             |                             |  |                    |                  |                  |                  |                  |  |
|  |                             |                             |                             |                             |   | Unión (Totoras)    | 1                   | 1                   | 2 (3)               |                     |  |                      |                             |                             |                             |                             |  |                    |                  |                  |                  |                  |  |
|  |                             |                             | Atlético San Jorge (p.)     | 0                           | 2 | 2 (4)              |                     |                     |                     |                     |  |                      |                             |                             |                             |                             |  |                    |                  |                  |                  |                  |  |
|  | Williams Kemmis             | 2                           | Atlético San Jorge (p.)     | 0                           | 2 | 2 (4)              | 2                   | 4 (3)               |                     |                     |  |                      |                             |                             |                             |                             |  |                    |                  |                  |                  |                  |  |
|  | Williams Kemmis             | 2                           |                             |                             |   |                    |                     |                     |                     |                     |  |                      |                             |                             |                             |                             |  |                    |                  |                  |                  |                  |  |
|  | Unión (Totoras) (p.)        | 2                           | 2                           | 4 (5)                       |   |                    |                     |                     |                     |                     |  |                      |                             |                             |                             |                             |  |                    |                  |                  |                  |                  |  |
|  | Unión (Totoras) (p.)        | 2                           | 2                           | 4 (5)                       |   |                    |                     |                     |                     |                     |  | Unión (Álvarez)      | 0                           | 2                           | 2                           |                             |  |                    |                  |                  |                  |                  |  |
|  |                             |                             |                             |                             |   |                    |                     |                     |                     |                     |  | Unión (Álvarez)      | 0                           | 2                           | 2                           |                             |  |                    |                  |                  |                  |                  |  |
|  |                             |                             | Atlético San Jorge          | 5                           | 4 | 9                  |                     |                     |                     |                     |  |                      |                             |                             |                             |                             |  |                    |                  |                  |                  |                  |  |
|  | Defensores de Villa Felisa  | 2                           | Atlético San Jorge          | 5                           | 4 | 9                  | 0                   | 2                   |                     |                     |  |                      |                             |                             |                             |                             |  |                    |                  |                  |                  |                  |  |
|  | Defensores de Villa Felisa  | 2                           |                             |                             |   |                    |                     |                     |                     |                     |  |                      |                             |                             |                             |                             |  |                    |                  |                  |                  |                  |  |
|  | Unión (Álvarez)             | 2                           | 3                           | 5                           |   |                    |                     |                     |                     |                     |  |                      |                             |                             |                             |                             |  |                    |                  |                  |                  |                  |  |
|  | Unión (Álvarez)             | 2                           | 3                           | 5                           |   | Club Arteaga       | 0                   | 2                   | 2 (1)               |                     |  |                      |                             |                             |                             |                             |  |                    |                  |                  |                  |                  |  |
|  |                             |                             |                             |                             |   | Club Arteaga       | 0                   | 2                   | 2 (1)               |                     |  |                      |                             |                             |                             |                             |  |                    |                  |                  |                  |                  |  |
|  |                             |                             | Unión (Álvarez) (p.)        | 0                           | 2 | 2 (3)              |                     |                     |                     |                     |  |                      |                             |                             |                             |                             |  |                    |                  |                  |                  |                  |  |
|  | Argentino (Firmat)          | 0                           | Unión (Álvarez) (p.)        | 0                           | 2 | 2 (3)              | 0                   | 0                   |                     |                     |  |                      |                             |                             |                             |                             |  |                    |                  |                  |                  |                  |  |
|  | Argentino (Firmat)          | 0                           |                             |                             |   |                    |                     |                     |                     |                     |  |                      |                             |                             |                             |                             |  |                    |                  |                  |                  |                  |  |
|  | Club Arteaga                | 1                           | 1                           | 2                           |   |                    |                     |                     |                     |                     |  |                      |                             |                             |                             |                             |  |                    |                  |                  |                  |                  |  |
|  | Club Arteaga                | 1                           | 1                           | 2                           |   |                    |                     |                     |                     |                     |  |                      |                             |                             |                             |                             |  |                    |                  |                  |                  |                  |  |
|  |                             |                             |                             |                             |   |                    |                     |                     |                     |                     |  |                      |                             |                             |                             |                             |  |                    |                  |                  |                  |                  |  |

- Nota: En cada llave, el equipo que ocupa la primera línea es el que define la serie como local.

### Octavos de final
| Fechas                     | Local en la ida              | Global       | Local en la vuelta         | Ida | Vuelta |
| -------------------------- | ---------------------------- | ------------ | -------------------------- | --- | ------ |
| 28 de enero y 4 de febrero | Ocampo Fábrica               | 4:4 (4:3 p.) | Juventud (Malabrigo)       | 1:2 | 3:2    |
| 28 de enero y 4 de febrero | Belgrano (Gobernador Crespo) | 4:4 (3:4 p.) | Unión (San Guillermo)      | 2:0 | 2:4    |
| 28 de enero y 4 de febrero | Sportivo Guadalupe           | 6:2          | Atlético Arroyo Leyes      | 2:2 | 4:0    |
| 28 de enero y 2 de febrero | Defensores del Oeste         | 9:3          | Polideportivo José Arijón  | 5:3 | 4:0    |
| 2 y 7 de febrero           | Atlético San Jorge           | 8:3          | Deportivo Tacural          | 4:1 | 4:2    |
| 28 de enero y 4 de febrero | Unión (Totoras)              | 4:4 (5:3 p.) | Williams Kemmis            | 2:2 | 2:2    |
| 28 de enero y 4 de febrero | Unión (Álvarez)              | 5:2          | Defensores de Villa Felisa | 2:2 | 3:0    |
| 28 de enero y 4 de febrero | Club Arteaga                 | 2:0          | Argentino (Firmat)         | 1:0 | 1:0    |

### Cuartos de final
| Fechas             | Local en la ida       | Global       | Local en la vuelta | Ida | Vuelta |
| ------------------ | --------------------- | ------------ | ------------------ | --- | ------ |
| 11 y 18 de febrero | Unión (San Guillermo) | 0:2          | Ocampo Fábrica     | 0:2 | 0:0    |
| 11 y 18 de febrero | Defensores del Oeste  | 4:2          | Sportivo Guadalupe | 1:1 | 3:1    |
| 11 y 18 de febrero | Atlético San Jorge    | 2:2 (4:3 p.) | Unión (Totoras)    | 0:1 | 2:1    |
| 10 y 17 de febrero | Unión (Álvarez)       | 2:2 (3:1 p.) | Club Arteaga       | 0:0 | 2:2    |

### Semifinales
| Fechas                     | Local en la ida    | Global | Local en la vuelta   | Ida | Vuelta |
| -------------------------- | ------------------ | ------ | -------------------- | --- | ------ |
| 25 de febrero y 4 de marzo | Ocampo Fábrica     | 2:5    | Defensores del Oeste | 2:2 | 0:3    |
| 25 de febrero y 4 de marzo | Atlético San Jorge | 9:2    | Unión (Álvarez)      | 5:0 | 4:2    |

### Final
| Fechas           | Local en la ida      | Global | Local en la vuelta | Ida | Vuelta |
| ---------------- | -------------------- | ------ | ------------------ | --- | ------ |
| 10 y 17 de marzo | Defensores del Oeste | 1:8    | Atlético San Jorge | 1:2 | 0:6    |

|                                        |
|                                        |
| Campeón Atlético San Jorge 3.er título |